# 라트비아의 총리
라트비아의 총리(라트비아어: Latvijas Republikas Ministru prezidents)는 라트비아의 정부수반이다.

## 총리 목록 (1918년~1940년)
| #   | 사진 | 이름                                | 취임             | 퇴임             | 정당                                                                |
| 1   |      | 카를리스 울마니스, 제1차            | 1918년 11월 19일 | 1921년 6월 18일  | 라트비아 농민연합                                                   |
| 2   |      | 지그프리즈 안나 메이에로빅스, 제1차 | 1921년 6월 19일  | 1923년 1월 26일  | 라트비아 농민연합                                                   |
| 3   |      | 야니스 파울룩스                     | 1923년 1월 27일  | 1923년 6월 27일  | 라트비아 농민연합                                                   |
| (2) |      | 지그프리즈 안나 메이에로빅스, 제2차 | 1923년 6월 28일  | 1924년 1월 26일  | 라트비아 농민연합                                                   |
| 4   |      | 욜데마르스 자무엘스                 | 1924년 1월 27일  | 1924년 12월 18일 | 민주중앙당(Demokrātiskā centra partija)                             |
| 5   |      | 후고 첼민스, 제1차                  | 1924년 12월 19일 | 1925년 12월 23일 | 라트비아 농민연합                                                   |
| (1) |      | 카를리스 울마니스, 제2차            | 1925년 12월 24일 | 1926년 5월 6일   | 라트비아 농민연합                                                   |
| 6   |      | 아르투르스 알베링스                 | 1926년 5월 7일   | 1926년 12월 18일 | 라트비아 농민연합                                                   |
| 7   |      | 마르게르스 스쿠예니엑스, 제1차      | 1926년 12월 19일 | 1928년 1월 23일  | 라트비아 사회민주노동당                                             |
| 8   |      | 페테리스 유라솁스키스               | 1928년 1월 24일  | 1928년 11월 30일 | 민주중앙당(Demokrātiskā centra partija)                             |
| (5) |      | 후고 첼민스, 제2차                  | 1928년 12월 1일  | 1931년 3월 26일  | 라트비아 농민연합                                                   |
| (1) |      | 카를리스 울마니스, 제3차            | 1931년 3월 27일  | 1931년 12월 5일  | 라트비아 농민연합                                                   |
| (7) |      | 마르게르스 스쿠예니엑스, 제2차      | 1931년 12월 6일  | 1933년 3월 23일  | 라트비아 사회민주노동당                                             |
| 9   |      | 아돌프스 블로드니엑스               | 1933년 3월 24일  | 1934년 3월 16일  | 신농민당(Jaunsaimnieku Partija)                                     |
| (1) |      | 카를리스 울마니스, 제4차            | 1934년 3월 17일  | 1940년 6월 20일  | 라트비아 농민연합(1934년 5월 15일까지) 무소속(1934년 5월 15일 이후) |

비고:
1. 1934년 5월 15일, 총리 울마니스는 의회를 해산하고 모든 정당을 금지한 후, (자신의 정당인 농민 연합을 포함.), 독재자가 되었다.

## 총리 목록 (1990년~현재)

총리기

| #    | 사진 | 이름                        | 취임             | 퇴임             | 정당                           | 주석 |
| ---- | ---- | --------------------------- | ---------------- | ---------------- | ------------------------------ | ---- |
| 10   |      | 이바르스 고드마니스         | 1990년 5월 7일   | 1993년 8월 3일   | 라트비아 인민전선              |      |
| 11   |      | 발디스 비르캅스             | 1993년 8월 3일   | 1994년 9월 15일  | 라트비아의 길                  |      |
| 12   |      | 마리스 가일리스             | 1994년 9월 15일  | 1995년 12월 21일 | 라트비아의 길                  |      |
| 13   |      | 안드리스 슈켈레 제1,2차     | 1995년 12월 21일 | 1997년 8월 7일   | 무소속                         |      |
| 14   |      | 군타르스 크라스츠           | 1997년 8월 7일   | 1998년 11월 26일 | 조국과 자유를 위해/LNNK        |      |
| 15   |      | 빌리스 크리슈토판스         | 1998년 11월 26일 | 1999년 7월 16일  | 라트비아의 길                  |      |
| (13) |      | 안드리스 슈켈레 제3차       | 1999년 7월 16일  | 2000년 5월 5일   | 국민당                         |      |
| 16   |      | 안드리스 베르진슈           | 2000년 5월 5일   | 2002년 11월 7일  | 라트비아의 길                  |      |
| 17   |      | 에이나르스 레프셰           | 2002년 11월 7일  | 2004년 3월 9일   | 신시대당                       |      |
| 18   |      | 인둘리스 엠시스             | 2004년 3월 9일   | 2004년 12월 2일  | 녹색당                         |      |
| 19   |      | 아이가르스 칼비티스 제1,2차 | 2004년 12월 2일  | 2007년 12월 20일 | 국민의 길                      |      |
| (10) |      | 이바르스 고드마니스 제2차   | 2007년 12월 20일 | 2009년 3월 12일  | 라트비아의 제1당/라트비아의 길 |      |
| 20   |      | 발디스 돔브롭스키스         | 2009년 3월 12일  | 2014년 1월 22일  | 신시대당                       |      |
| 21   |      | 라임도타 스트라우유마       | 2014년 1월 22일  | 2016년 2월 11일  | 신시대당                       |      |
| 22   |      | 마리스 쿠친스키스           | 2016년 2월 11일  | 2019년 1월 23일  | 리예파야당                     |      |
| 23   |      | 크리샤니스 카린시           | 2019년 1월 23일  | 2023년 9월 15일  | 단결당                         |      |
| 24   |      | 에비카 실리냐               | 2023년 9월 15일  | 현직             | 단결당                         |      |